# Некропола са тумулима (Ћерим)
Некропола са тумулимаје археолошки локалитет који се налази у месту Ћерим, општина Ђаковица, где је на приватном имању уочено неколико тумула из гвозденог доба. Некропола се датује у период између 900. и 200. године. Од површинских налаза углавном је пронађена керамика која припада римској провинцијској изради. Претпоставља се да је на овом подручју постојао континуитет насељавања током античког периода.